# Paz de Rueil
La paz de Rueil fue un tratado de paz firmado en 1649 tras la primera Fronda, llamada Fronda de los Parlamentarios, iniciada por el enfrentamiento entre el Parlamento francés y Mazarino, valido de Ana de Austria y regente de Luis XIV. 
El detonante fue la negativa del pago de La Paulette, impuesto anual para los oficiales del Parlamento. La paz de Westfalia había permitido a los ejércitos de Condé sitiar París, y la multiplicidad de intereses entre nobleza, burguesía y pueblo llano amotinados hacen que finalmente el parlamento negocie la paz.
- Datos: Q3360666